# アルテム・クラヴェツ
アルテム・アナトリヨヴィチ・クラヴェツ（ウクライナ語:Артем Анатолійович Кравець、ラテン文字:Artem Anatoliovich Kravets、1989年6月3日 - ）は、ウクライナ・ドニプロペトロウシク州ドニプロゼルジーンシク出身の元サッカー選手。現役時代のポジションはFW。

## 経歴
ウクライナのFCディナモ・キーウのユースチームでキャリアをスタートさせ、2008年からトップチームに昇格した。
2016年1月4日、ドイツ・ブンデスリーガのVfBシュトゥットガルトへ2015-2016シーズン終了まで半年間の期限付き移籍をした。
2016年8月30日、ラ・リーガ サンタンデールのグラナダCFに1年間の期限付き移籍をした。
2017-18シーズンよりFCディナモ・キエフに復帰。
2018年、トルコのカイセリスポルに移籍した。
2020年8月20日、FCディナモ・キエフに復帰。

## 代表歴
ウクライナ代表として2008年3月26日、親善試合のセルビア代表戦で初招集を受けた。しかしデビュー直前に負傷した。2011年2月8日、ルーマニア代表戦でデビューを果たした。2015年6月9日のジョージアとの親善試合で代表初得点を挙げた。

## タイトル
クラブ
FCディナモ・キエフ
- ウクライナ・プレミアリーグ(2): 2008-09,2014-15
- ウクライナ・カップ(2): 2013-14,2014-15
- ウクライナ・スーパーカップ: 2007